# Уорнер, Огастин
Огастин Уорнер-младший (англ. Augustine Warner Jr.; 3 июня 1642 — 18 июня 1681) — политик, плантатор и землевладелец колониальной Виргинии. Член палаты бюргеров с 1666 по 1677 год, а также её спикер в 1676 и 1677 годах (до и после Восстания Бэкона). Прадед Джорджа Вашингтона.

## Биография

### Ранние годы
Родился 3 июня 1642 года и был единственным сыном в семье Огастина Уорнера-старшего, иммигранта из Британии, который прибыл в Виргинию в 1628 году и заложил плантацию Уорнер Холл.
В 1658 году Уорнер отправился в Лондон, где окончил Merchant Taylors' School. Окончив образование, он вернулся в колонию, где женился на Милдред Рид, дочери Джорджа Рида. После смерти отца в 1674 году он унаследовал плантацию и должность полковника в местной милиции.

### Восстание Бэкона
В марте 1676 года генеральная ассамблея Виргинии, созванная в 1661 губернатором Уильяма Беркли, провела своё последнее заседание, где Уорнер был избран спикером, заменив умершего в прошлом году Роберта Уинна. 10 мая, в связи с кризисом, связанным с деятельностью Натаниэла Бэкона, Беркли распустил палату бюргеров и провёл новые выборы. Сформированная Палата бюргеров приняла ряд радикальных реформ, известных как законы Бэкона. Неизвестно, находился ли Уорнер в новом созыве палаты.
В конце июля начались боевые действия. Уорнер сохранил верность Беркли, присоединившись к его силам. Бэкон захватил Джеймстаун и сжёг его 19 сентября, затем пересёк реку Йорк и захватил Уорнер Холл. Бэкон умер в октябре, однако восстание продолжалось до начала января 1677 года. После его окончания, Уорнер был членом военного трибунала, возглавляемого Беркли. После проведения в феврале новых выборов в палату бюргеров, Уорнер вновь стал её спикером. Ассамблея заседала до начала апреля. Они отменили все акты июньского собрания 1676 года, но затем повторно приняли некоторые из них.

### Смерть
Уорнер умер 19 июня 1681 года и был похоронен на своей плантации Уорнер Холл.

## Семья и потомки
Со своей супругой Милдред Рид Уорнер имел трёх сыновей, которые умерли не оставив потомства, и трёх дочерей. Через своих дочерей Уорнер является ближайшим общим предком президента Джорджа Вашингтона и королевы Великобритании Елизаветы II.
Дочери:
- Мэри, в 1680 году она вышла замуж за Джона Смита из Пертона. Их далёким потомком была Елизавета Боуз-Лайон, мать Елизаветы II.

- Милдред[англ.] — супруга Лоуренса Вашингтона. У них было трое детей, один из которых — Огастин был отцом первого президента США Джорджа Вашингтона.

- Элизабет, вышла замуж за Джона Льюиса и унаследовала Уорнер Холл после смерти своих братьев. Правнуком Элизабет был американский исследователь Мериуэзер Льюис.